# Maurice Bunyan
Pour les articles homonymes, voir Bunyan.
Maurice Bunyan est un footballeur puis entraîneur anglais, né le 14 octobre 1894 à Brimington, Chesterfield et mort le 10 novembre 1967 à Portsmouth. 
Il évolue au poste d'attaquant, de 1902 à 1923, au Racing Club Bruxelles avec qui il remporte la Coupe de Belgique en 1912. Il rejoint ensuite le Stade français où il joue jusqu'au milieu des années 1930.
Devenu entraîneur, il dirige pendant deux saisons les Girondins de Bordeaux.
Il est le fils du footballeur et entraîneur Charles Bunyan. Son frère ainé Cyrille Bunyan est également footballeur.

## Carrière

### Carrière de joueur
Maurice Taylor Bunyan commence sa carrière en jouant avec l'équipe du Racing Club Bruxelles dans le championnat de Belgique en 1909. En 1912 et 1914 il est le meilleur buteur du championnat avec 33 buts puis 28 buts.
Il est également dans les dix meilleurs lors des éditions 1913, 1921, 1922 et 1923. Il fait partie de la sélection britannique qui dispute les Jeux olympiques 1920 à Anvers,. 
En avril 1923, il quitte Bruxelles pour rejoindre la France et le Stade français de Paris, dont il devient capitaine dès 1924. Son équipe remporte le championnat de Paris en 1925 et 1926. Il arrête là une première fois sa carrière compétitive, en rejoignant le Standard. Il est arrêté près d'un an pour une blessure à la cheville, et retourne finalement jouer au Stade français à partir de 1928, et jusqu'à la saison 1935-1936, au moins,.

### Carrière d'entraîneur
Il entraîne les Girondins de Bordeaux, club de première division en 1945-1947. Le club finit 14e puis 18e et est donc relégué en seconde division pour la saison suivante. Après 81 rencontres dirigées, il est remplacé par André Gérard.
Il écrit en 1944 un livre intitulé Le football simplifié.